# Sinagoga di Senigallia
La sinagoga di Senigallia è situata in via dei Commercianti 20, in quello che era l'antico ghetto ebraico della città.

## L'edificio
La costruzione della sinagoga, di rito italiano, risale al 1634, all'anno cioè seguente all'istituzione del ghetto a Senigallia. La vecchia sinagoga di via Arsilli (già via della Sinagoga) dovette a quel punto essere abbandonata perché si era venuta a trovare al di fuori del perimetro del ghetto. Un tempo l'edificio di via Commercianti era a tre piani e la sinagoga ne occupava il secondo e il terzo. In seguito al forte terremoto nel 1930, che aveva minato la stabilità dell'edificio, si decise di trasferire la sinagoga al primo e al secondo piano. Nel matroneo si vedono le finestre murate che appartenevano alla sinagoga prima del terremoto.
Dal vestibolo di ingresso si accede per due porte distinte alla sala di preghiera e al matroneo. La sala di preghiera è rettangolare, illuminata da quattro grandi finestre sulla parete di fronte all'ingresso, sormontate da mantovane ottocentesche.
Gli antichi arredi settecenteschi furono distrutti quando la sinagoga  fu saccheggiata nel 1799. Ricostruiti ai primi dell'Ottocento, furono danneggiati dal terremoto del 1930. Alla destra si trova l'aron ligneo, dipinto di bianco con fregi in oro, sormontato da una cupola. Sulla parete opposta è una piccola tevah, di legno povero, con fregi dorati con un leggio e due candelieri. La parte bassa delle pareti intonacate di bianco è coperta da pannelli di legno che fungono da schienali alle panche. Al centro della sala si trova un lungo tavolo con due file di banchi ai lati maggiori, parallele a quelle fissate alle pareti.
In seguito al declino demografico della locale comunità ebraica, la sinagoga di Senigallia, pur mai completamente abbandonata, ha conosciuto gravi problemi di preservazione. Recentemente ne è stato annunziato il restauro con fondi della Comunità Europea.